# Sheron Menezzes
Sheron Mancilha Menezes (n. 26 noiembrie 1983, Porto Alegre) este o actriță braziliană.